# Mirosława Sciańska
Mirosława Sciańska (ur. 14 stycznia 1962 w Wolbromiu) – polska rolniczka i polityk, posłanka na Sejm PRL IX kadencji.

## Życiorys
Ukończyła Zasadniczą Szkołę Rolniczą w Gołczy, prowadziła gospodarstwo rolne. W 1981 wstąpiła do Związku Młodzieży Wiejskiej (była tam sekretarzem miejsko-gminnym), a w 1983 do Zjednoczonego Stronnictwa Ludowego. W 1985 uzyskała mandat posłanki na Sejm PRL IX kadencji w okręgu Dąbrowa Górnicza. Pełniła funkcję Sekretarza Sejmu. Zasiadała w Komisji Ochrony Środowiska i Zasobów Naturalnych oraz w Komisji Nadzwyczajnej do rozpatrzenia projektu ustawy o zasadach udziału młodzieży w życiu państwowym, społecznym, gospodarczym i kulturalnym. Była działaczką Społecznego Komitetu Budowy Domu Ludowego w Budzyniu.